# Euskal Herria Bildu
Euskal Herria Bildu (EH Bildu; «Reunir Euskal Herria» en euskera) es una federación de partidos española de ideología nacionalista e independentista vasca que se sitúa entre la izquierda y la extrema izquierda del espectro político. Es la principal fuerza política de la izquierda abertzale en España. La integran Sortu, Eusko Alkartasuna y Alternatiba.
Su actividad radica en las comunidades autónomas del País Vasco y Navarra, además de los municipios burgaleses del Condado de Treviño y La Puebla de Arganzón. Fue fundada en 2012 como una coalición electoral de los partidos políticos Sortu, Eusko Alkartasuna, Aralar (disuelto en 2017) y Alternatiba, además de candidatos independientes. En 2014 se inscribió como federación de partidos en el Ministerio del Interior de España.

## Historia

### Origen
La creación de Euskal Herria Bildu (EH Bildu) fue acordada por Eusko Alkartasuna (EA), Aralar, Alternatiba y el sector de la izquierda abertzale afín a Sortu. Tiene como precedentes inmediatos las coaliciones Amaiur, integrada por los mismos miembros que se presentaron a las elecciones generales de 2011, y la anterior Bildu, en la que no participó Aralar y que se presentó a las municipales, forales vascas y autonómicas navarras de ese año.
La convergencia de estas formaciones procedentes de diferentes familias y trayectorias políticas en un mismo proyecto aglutinador fue fruto de un amplio debate surgido en la izquierda soberanista vasca como consecuencia de un cambio de contexto en el escenario político del País Vasco que se dio de forma gradual en el tiempo por tres factores fundamentales: el abandono de la estrategia político-militar para asumir una meramente política por parte de la izquierda abertzale, los acuerdos estratégicos entre formaciones políticas soberanistas de izquierda, y las alianzas electorales respetando la legalidad. La suma de estos factores posibilitó finalmente la conformación de EH Bildu tras un complicado proceso de unificación.
Su presentación pública tuvo lugar el 10 de junio de 2012 en San Sebastián. En el acto estuvieron presentes, entre otros, los exmiembros de Batasuna Rufi Etxeberria y Joseba Permach; el secretario general de EA, Pello Urizar; el coordinador de Aralar, Patxi Zabaleta; el portavoz de Alternatiba, Oskar Matute; y el Diputado General de Guipúzcoa por Bildu, Martín Garitano.
Aunque desde el diario Gara se adelantó que Sortu se integraría en la coalición después de que el Tribunal Constitucional revocara su ilegalización, lo que fue confirmado por su portavoz en una rueda de prensa el 11 de julio de 2012, finalmente esta incorporación se postergó debido al adelanto de las elecciones al Parlamento Vasco, que las hizo coincidir con el proceso de debate constitutivo de dicho partido.

### Elecciones al Parlamento Vasco de 2012

#### Candidatos

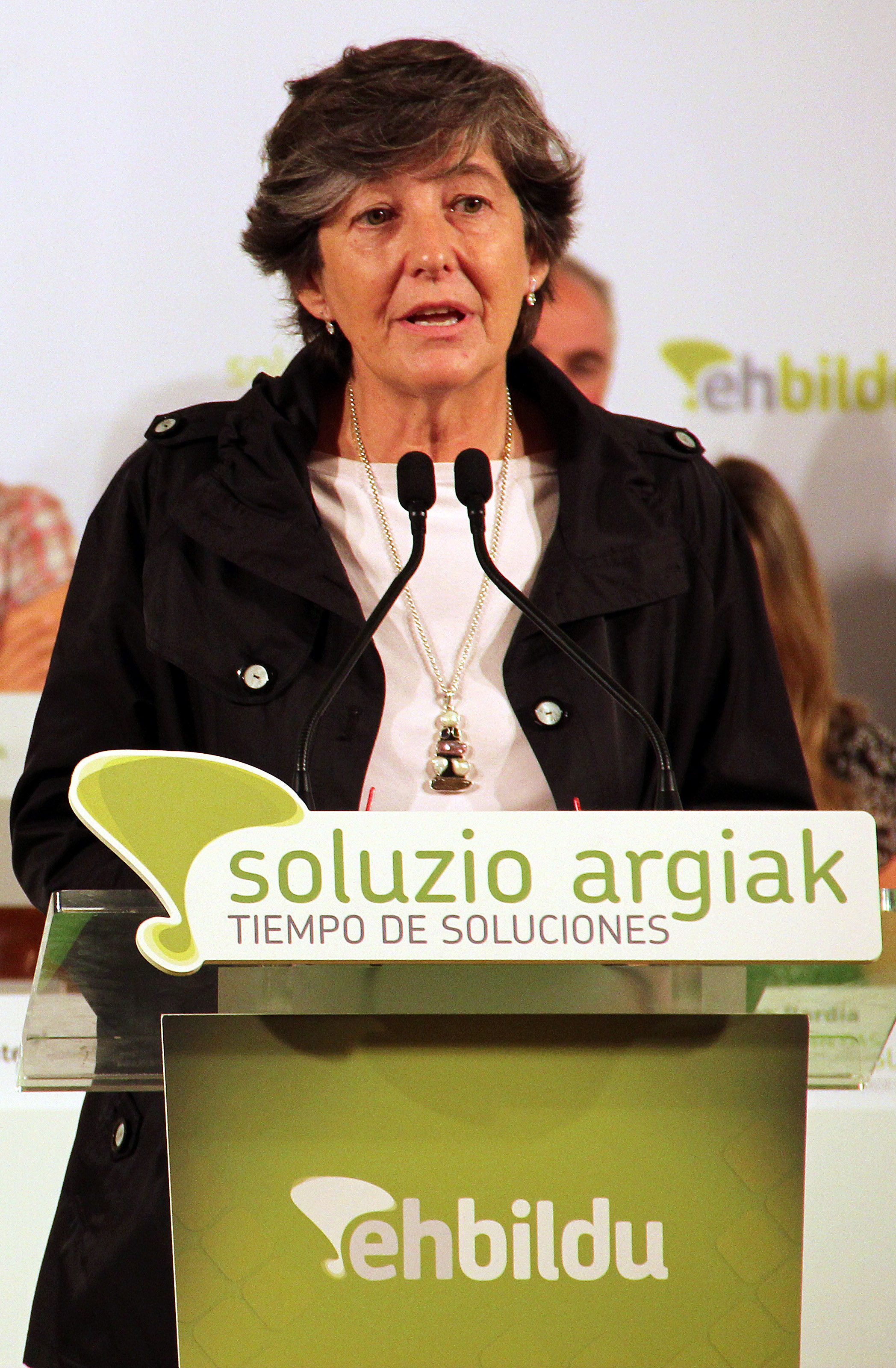
Laura Mintegi fue la candidata elegida por EH Bildu en 2012 para la presidencia del Gobierno Vasco.

El 3 de julio de 2012 se presentó a la escritora y profesora universitaria Laura Mintegi como su candidata a la presidencia del Gobierno Vasco para las elecciones del 21 de octubre. Mintegi ya figuró en las listas de Amaiur en las elecciones generales de 2011 al Senado por Vizcaya y en las de Herri Batasuna (HB) en las elecciones europeas de 1987 y de 1989. Los cabezas de lista de la coalición por Álava y Guipúzcoa fueron, respectivamente, la portavoz del sindicato STEE-EILAS Belén Arrondo y el profesor de la Universidad del País Vasco Xabier Isasi.
La lista por Vizcaya, encabezada por Laura Mintegi, la completaban la exalcaldesa de Amoroto y exportavoz de Udalbiltza Maribi Ugarteburu, la secretaria de finanzas de la Ejecutiva Nacional de EA Leire Pinedo, el vicecoordinador de Aralar Daniel Maeztu y el portavoz de Alternatiba Oskar Matute. En el octavo puesto estaba la abogada y exparlamentaria por Herri Batasuna (HB) Jone Goirizelaia. También era candidato el escritor Iker Casanova Alonso, autor de varios libros sobre ETA y de la biografía de Argala, y que salió de prisión en 2011 tras cumplir una condena de siete años y medio por ser miembro de Ekin. El último lugar de la candidatura lo ocupó Periko Solabarria, antiguo parlamentario vasco y diputado en el Congreso por HB.
Por Guipúzcoa, junto con Xabier Isasi, se encontraban el secretario general de EA Peio Urizar, la responsable de comunicación de la Diputación de Guipúzcoa y exalcaldesa de Hernani por Acción Nacionalista Vasca (ANV) Marian Beitialarrangoitia, la secretaria de organización de Aralar Rebeka Ubera y la profesora y técnica de euskera Lur Etxeberria. En la lista de Álava también figuraba el miembro de la izquierda abertzale Hasier Arraiz, la concejal de Bildu en Amurrio Eva Blanco, el abogado Julen Arzuaga y el miembro de Aralar Igor López de Munain.
Para la confección de las listas electorales, las organizaciones que conforman la coalición negociaron el porcentaje de representación que cada una iba a tener dentro de la misma. De esta forma, se acordó que la Izquierda Abertzale decidiera el 60% de los nombres en las listas, EA el 20%, Aralar el 13% y Alternatiba el 7%.

#### Apoyos
Además de las formaciones que lo integran, Gorripidea, partido anticapitalista surgido de la disolución de Zutik, también pidió el voto para EH Bildu en las elecciones al Parlamento Vasco de 2012, así como la plataforma Stop Desahucios de Bizkaia, Berdeak-Grupo Verde Euskadi, el Colectivo de Presos Políticos Vascos (EPPK), que agrupa a los presos de ETA y de la izquierda abertzale, y otras organizaciones que también pidieron el voto para Amaiur en 2011, como el colectivo Erabaki y Euskal Herriko Komunistak (EHK).

#### Resultados
Finalmente obtuvo 277.923 votos (25,0%) y 21 parlamentarios. De estos, cinco eran miembros de EA (Peio Urizar, Juanjo Agirrezabala, Arritokieta Zulaika, Leire Pinedo y Eva Blanco), tres de Aralar (Rebeka Ubera, Igor López de Muniain y Daniel Maeztu) y dos de Alternatiba (Oskar Matute y Diana Urrea), debido a que Arritokieta Zulaika de EA sustituyó a Arturo Muñoz de Alternatiba. Por circunscripciones, fue la candidatura más votada en Guipúzcoa con el 32,2% de los votos (9 parlamentarios), y la segunda en Álava (22,1% y 6 parlamentarios) y Vizcaya (21,5% y 6 parlamentarios).

### Elecciones al Parlamento Europeo de 2014

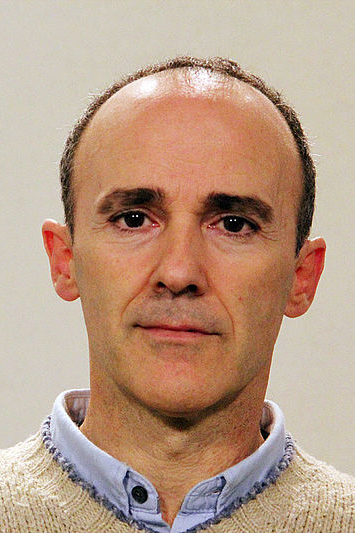
Josu Juaristi fue el cabeza de lista de Los Pueblos Deciden para las elecciones al Parlamento Europeo de 2014.

A finales de 2013, EH Bildu anunció su voluntad de participar en las elecciones al Parlamento Europeo del 25 de mayo de 2014, con la intención de aglutinar bajo su candidatura a todas las fuerzas soberanistas de España. En vista a estos comicios pero con motivo de la celebración en Bilbao del Foro Económico Mundial, la coalición celebró el 2 de marzo de 2014 un mitin internacional en dicha ciudad con la participación de formaciones políticas como el Sinn Féin, Syriza, Die Linke, el Bloco de Esquerda de Portugal o el BNG, entre otras.
Tras hacerse público que ERC concurriría con su propia candidatura y que la CUP y Nós-UP no participarían en dichos comicios, finalmente EH Bildu conformó la coalición Los Pueblos Deciden junto con el BNG, Puyalón, Andecha Astur, ANC y UP. Dicha candidatura, encabezada por el exdirector del diario Gara Josu Juaristi, consiguió 326 464 votos (2,08%), lo que le permitió obtener un eurodiputado. Así pues, el candidato de EH Bildu Josu Juaristi ocuparía el escaño los primeros tres años y medio de la legislatura y la candidata del BNG Ana Miranda el restante año y medio. La coalición fue primera fuerza en Guipúzcoa, con el 31,69% de los votos, y por primera vez en Álava, con el 19,86%. También fue segunda fuerza en Vizcaya, con el 20,25%, y en Navarra, con el 20,21%. 
La adscripción del posible europarlamentario generó un debate dentro de EH Bildu, ya que tanto Aralar como Eusko Alkartasuna son miembros de Alianza Libre Europea, mientras que Sortu mostró durante la campaña su preferencia por integrarse en el Parlamento Europeo en el Grupo de la Izquierda Unitaria (GUE-NGL). Tras la consecución del escaño, Josu Juaristi se integró en este último grupo, aunque anunció que también mantendría «una relación prioritaria» con el Grupo de Los Verdes / Alianza Libre Europea, ya que cuenta con formaciones políticas que abogan por el derecho de autodeterminación.

### Elecciones municipales y forales de 2015

#### Municipales
En las elecciones municipales de 2015, EH Bildu fue la segunda fuerza en el País Vasco, solo superado por el Partido Nacionalista Vasco (EAJ-PNV). Perdió poder institucional en Guipúzcoa respecto a Bildu, perdiendo varios municipios, incluida la alcaldía de la capital, San Sebastián. En este territorio histórico, EH Bildu consiguió el 29,87% de los votos y 398 concejales. En Vizcaya fue segunda fuerza con el 19,85% y 394 concejales, y en Álava también fue segunda fuerza con el 21,48%, superando en una décima al PNV.
En Navarra la coalición abertzale fue la primera fuerza en número de concejales y segunda en número de votos. Consiguió 297 concejales, superando así a Unión del Pueblo Navarro (UPN) que bajó a 281. EH Bildu arrebató a UPN muchas alcaldías, entre ellas Estella, Barañáin, Tafalla y Pamplona. Así, Joseba Asiron se convirtió en el primer alcalde abertzale de la capital navarra, gracias a un acuerdo de gobierno entre EH Bildu, Geroa Bai, Aranzadi e Izquierda-Ezkerra.

#### Juntas Generales del País Vasco
EH Bildu perdió la Diputación Foral de Guipúzcoa, que hasta entonces gobernaba Bildu, al conseguir un 28% de los votos y 17 junteros, frente al 31% y 18 junteros del PNV. En Álava obtuvo 11 junteros, consiguiendo el 20% de los votos, y en Vizcaya consiguió el 18% y 11 miembros en las Juntas Generales.

#### Parlamento de Navarra
En las elecciones al Parlamento de Navarra de 2015 EH Bildu obtuvo ocho parlamentarios y, con el 14,25% de los votos, fue la tercera fuerza de la comunidad. Tres de estos parlamentarios eran a su vez miembros de EA (Maiorga Ramírez, Miren Aranoa y Esther Korres), tres de Sortu (Adolfo Araiz, Bakartxo Ruiz y Dabid Anaut) y dos de Aralar (Asun Fernández de Garaialde y Xabi Lasa). Posteriormente Xabi Lasa sería sustituido por Arantza Izurdiaga (Sortu).
Los representantes de EH Bildu votaron a favor de la investidura de Uxue Barkos junto con Geroa Bai, Podemos e Izquierda-Ezkerra. Las consejeras del Gobierno de Navarra María José Beaumont (Presidencia, Función Pública, Interior y Justicia) e Isabel Elizalde (Desarrollo Rural, Administración Local y Medio Ambiente) fueron elegidas a propuesta de EH Bildu.

### Elecciones generales de 2015 y 2016
En las elecciones generales de España de 2015 EH Bildu tuvo un retroceso tanto en votos como en representantes respecto a los resultados de Amaiur en 2011. En total obtuvo 218.467 votos (0,87%) y resultaron elegidas dos diputadasː Onintza Enbeita por Vizcaya y Marian Beitialarrangoitia por Guipúzcoa. Tras la nueva convocatoria de elecciones en 2016 EH Bildu renovó las listas electorales, pero no consiguió mejorar sus resultados al obtener 184.092 votos (0,77%) y dos diputadosː Oskar Matute por Vizcaya y Marian Beitialarrangoitia por Guipúzcoa.

### Elecciones al Parlamento Vasco de 2016

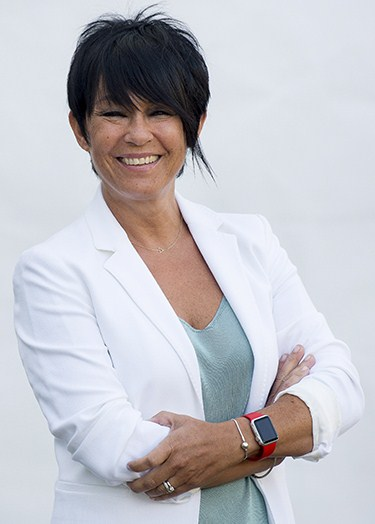
Maddalen Iriarte fue la candidata elegida por EH Bildu para lehendakari en el pleno de investidura de 2016.

Para las elecciones al Parlamento Vasco de 2016 EH Bildu designó a Arnaldo Otegi como su candidato a la presidencia del Gobierno Vasco, después de que así lo decidieran las bases de la coalición. Sin embargo la Junta Electoral, avalada posteriormente por el Tribunal Constitucional, determinó que Otegi no podía ser incluido en las listas electorales por estar inhabilitado para sufragio pasivo como parte de su condena por el caso Bateragune.
EH Bildu obtuvo 225.172 (21,26%) votos y 18 parlamentarios. Mantuvo su condición de segunda fuerza en el Parlamento Vasco, superado únicamente por el PNV. En comparación con los resultados obtenidos en las elecciones generales en 2015 y 2016 EH Bildu experimentó una recuperación tanto en número de votos como en porcentaje de voto. Con respecto a las anteriores elecciones al Parlamento Vasco de 2012 perdió tres escaños y más de 50.000 votos.
Tras obtener su acta de parlamentaria, la periodista Maddalen Iriarte fue elegida portavoz del grupo parlamentario, así como su candidata a lehendakari en el pleno de investidura.

### Refundación en 2017
El 17 de junio de 2017, EH Bildu se refundó en una estructura política permanente para dotarse de órganos propios con capacidad ejecutiva y abrirse a la militancia de personas independientes, dejando atrás la clásica fórmula de coalición de partidos. Arnaldo Otegi fue elegido su coordinador general.
Tras este proceso, Aralar celebró su último congreso el 2 de diciembre de 2017, en el que se decidió su disolución, dejando vía libre a que los militantes que así lo decidieran se integraran en EH Bildu. La decisión se tomó al considerar conseguido su objetivo de que todos los derechos humanos fueran defendidos por la izquierda abertzale, así como la mejora de su democracia interna y la admisión de corrientes internas.
No obstante, un sector crítico perteneciente a Eusko Alkartasuna, liderado por Maiorga Ramírez y respaldado por su fundador Carlos Garaikoetxea, se opuso a lo que consideraron una marginación de su partido dentro de EH Bildu frente a la preeminencia de Sortu. Los críticos demandaron recuperar la idea original de la coalición de aglutinar «un bloque amplio, progresista y abertzale» y el establecimiento de «reglas respetuosas con el pluralismo propio de las coaliciones».

### Elecciones generales de 2019
En las elecciones generales de abril de 2019, EH Bildu aumentó su electorado en 74.934 votos hasta alcanzar las 259.647 papeletas (0,99%), resultando elegidos cuatro diputados en el Congreso: Iñaki Ruiz de Pinedo, por Álava; Oskar Matute, que repitió por Vizcaya; Mertxe Aizpurua y Jon Iñarritu, ambos por Guipúzcoa. Asimismo fue elegido un senador por Guipúzcoa (además del que EH Bildu tenía por designación territorial): Gorka Elejabarrieta.
En octubre EH Bildu suscribió, junto con Junts per Catalunya, Esquerra Republicana de Catalunya, CUP, Bloque Nacionalista Galego, Crida Nacional, Demòcrates de Catalunya, Partit Demòcrata, Esquerra Valenciana, República Valenciana, Més per Mallorca y Més per Menorca, una declaración con la que se comprometían todos los firmantes a actuar juntos en la defensa del derecho de autodeterminación.
En la repetición de elecciones celebrada el 10 de noviembre obtuvo 277.621 votos (1,14%), es decir 17.974 más, y la elección de Bel Pozueta, su quinta representante en la cámara baja, por la circunscripción de Navarra.

### Elecciones de 2023

#### Polémicas
Aunque integra a grupos políticos de corte pacifista como Eusko Alkartasuna, Alternatiba y Aralar (disuelto en 2017) y de que Sortu fue avalado por el Tribunal Constitucional, EH Bildu ha sido calificado por algunos medios de comunicación conservadores de ser el heredero del grupo terrorista ETA. Asociaciones de víctimas como Covite han criticado la presencia de sus dirigentes en homenajes a exmiembros de la banda, y también ha sido señalada la militancia en ETA en la juventud de su coordinador general Arnaldo Otegi, así como de algunos de los afiliados de Sortu. Por su parte, Otegi ha reiterado en varias ocasiones el compromiso de EH Bildu contra la violencia de ETA, rechazando los recibimientos públicos de presos excarcelados, así como su apoyo a las víctimas expresando su pesar por el sufrimiento causado.
Las críticas arreciaron en plena campaña electoral de mayo de 2023 como consecuencia de la denuncia realizada por Covite por la inclusión de 44 candidatos que fueron condenados por pertenencia y colaboración con ETA en las más de 300 listas de EH Bildu para las elecciones municipales en el País Vasco y Navarra. Siete de ellos, que fueron especialmente señalados por haber sido condenados en sumarios con víctimas mortales, anunciaron que renunciarían al cargo si resultaban elegidos para así mostrar su compromiso con la convivencia y la paz. Aunque Covite calificó esta retirada de victoria, la polémica se avivó con la petición de ilegalización de EH Bildu realizada por Vox, la presidenta de la Comunidad de Madrid Díaz Ayuso y la asociación Dignidad y Justicia, rechazada por la Fiscalía, y su utilización para atacar al presidente del Gobierno Pedro Sánchez por sus acuerdos con la coalición.

#### Resultados
EH Bildu fue la fuerza política más votada en el conjunto de País Vasco y Navarra y la que más alcaldías consiguió en las elecciones municipales de 2023.

## Bases ideológicas
Las formaciones que formalizaron la coalición suscribieron un acuerdo estratégico de largo plazo para ofrecer a la ciudadanía vasca «un proyecto de soberanía nacional y de verdadera transformación social», que apostaba por «la construcción de alternativas viables que sitúen la economía como una herramienta al servicio de la ciudadanía», como la creación de una Caja Pública Vasca, así como poner la soberanía política y económica «al servicio de un nuevo modelo económico, ecológico y social, de una redistribución justa de la riqueza y de lucha contra la exclusión social, que tenga en la mayoría social trabajadora su referente fundamental». El acuerdo incluía otros compromisos referidos a «la consolidación de un escenario de no violencia con garantías y el restablecimiento de los mínimos democráticos», la euskaldunización, la lucha por la igualdad de mujeres y hombres, la defensa de la educación, el ámbito de la juventud, en favor del internacionalismo y en contra del racismo y la xenofobia.
EH Bildu se define ideológicamente como una fuerza de izquierdas por la soberanía nacional vasca, cuya finalidad es la consecución de una Euskal Herria independiente que tenga como base la justicia social. En ese sentido, desde enero de 2015 mantiene una relación preferente con Euskal Herria Bai en el País Vasco francés orientada a la creación de un Estado vasco, admitiendo que cada región lleve sus propios ritmos al encontrarse en una situación de partida diferente.

## Resultados electorales

### Elecciones a las Cortes Generales de España
| Comicios  | Comicios   | Votos (%)        | Posición | Diputados | Senadores |
| --------- | ---------- | ---------------- | -------- | --------- | --------- |
| 2015      | España     | 219 125 (0,87%)  | 12.º     | 2/350     | 0/208     |
| 2015      | País Vasco | 184 186 (15,07%) | 4.º      | 2/18      | 0/12      |
| 2015      | Navarra    | 34 939 (9,9%)    | 4.º      | 0/5       | 0/4       |
| 2016      | España     | 184 713 (0,77%)  | 11.º     | 2/350     | 0/208     |
| 2016      | País Vasco | 153 339 (13,3%)  | 4.º      | 2/18      | 0/12      |
| 2016      | Navarra    | 31 374 (9,38%)   | 4.º      | 0/5       | 0/4       |
| 2019 (I)  | España     | 259 647 (0,99%)  | 10.º     | 4/350     | 1/208     |
| 2019 (I)  | País Vasco | 212 200 (16,7%)  | 3.º      | 4/18      | 1/12      |
| 2019 (I)  | Navarra    | 46 640 (12,77%)  | 4.º      | 0/5       | 0/4       |
| 2019 (II) | España     | 277 621 (1,15%)  | 10.º     | 5/350     | 1/208     |
| 2019 (II) | País Vasco | 221 073 (18,78%) | 3.º      | 4/18      | 1/12      |
| 2019 (II) | Navarra    | 56 548 (16,96%)  | 3.º      | 1/5       | 0/4       |
| 2023      | España     | 333 362 (1,36%)  | 7.º      | 6/350     | 4/208     |
| 2023      | País Vasco | 274 676 (23,95%) | 3.º      | 5/18      | 4/12      |
| 2023      | Navarra    | 58 686 (17,31%)  | 2.º      | 1/5       | 0/4       |

### Elecciones al Parlamento Europeo
| Elecciones | Total                      | Total                      | Total                      | Total   | Total | País Vasco | País Vasco | País Vasco | Navarra | Navarra | Navarra  |
| Elecciones | Votos                      | %                          | Posición                   | Escaños | +/–   | Votos      | %          | Posición   | Votos   | %       | Posición |
| ---------- | -------------------------- | -------------------------- | -------------------------- | ------- | ----- | ---------- | ---------- | ---------- | ------- | ------- | -------- |
| 2014       | Dentro de la coalición LPD | Dentro de la coalición LPD | Dentro de la coalición LPD | 1/54    | 1     | 177.694    | 23,4       | 2.º        | 44.129  | 20,2    | 2.º      |
| 2019       | Dentro de la coalición AR  | Dentro de la coalición AR  | Dentro de la coalición AR  | 1/59    | 0     | 246.937    | 22,0       | 2.º        | 54.308  | 16,0    | 3.º      |
| 2024       | Dentro de la coalición AR  | Dentro de la coalición AR  | Dentro de la coalición AR  | 1/61    | 0     | 227.973    | 26,2       | 1.         | 48.762  | 18,7    | 3.       |

### Elecciones al Parlamento Vasco

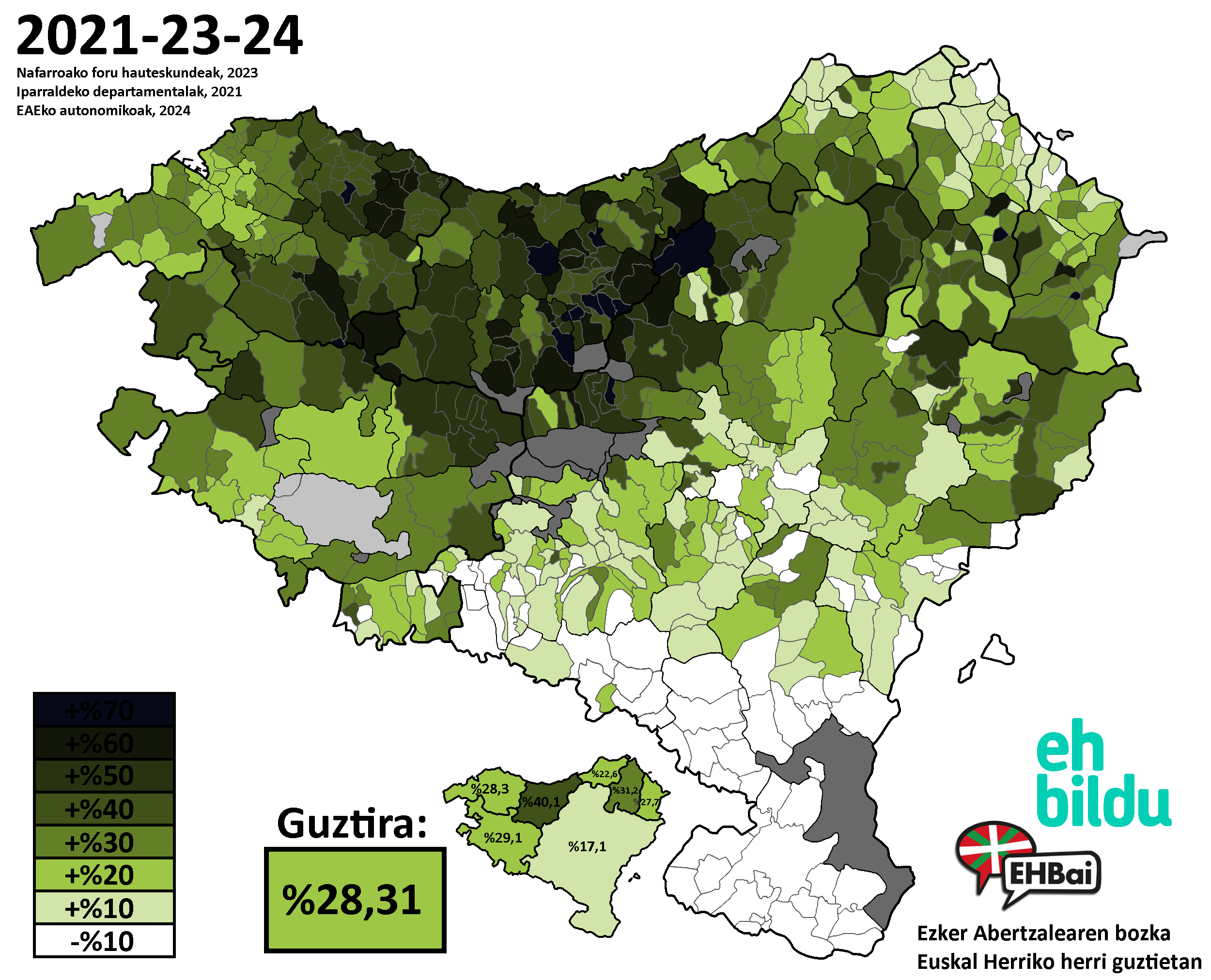
Votos de la Izquierda Abertzale en cada municipio de Euskal Herria

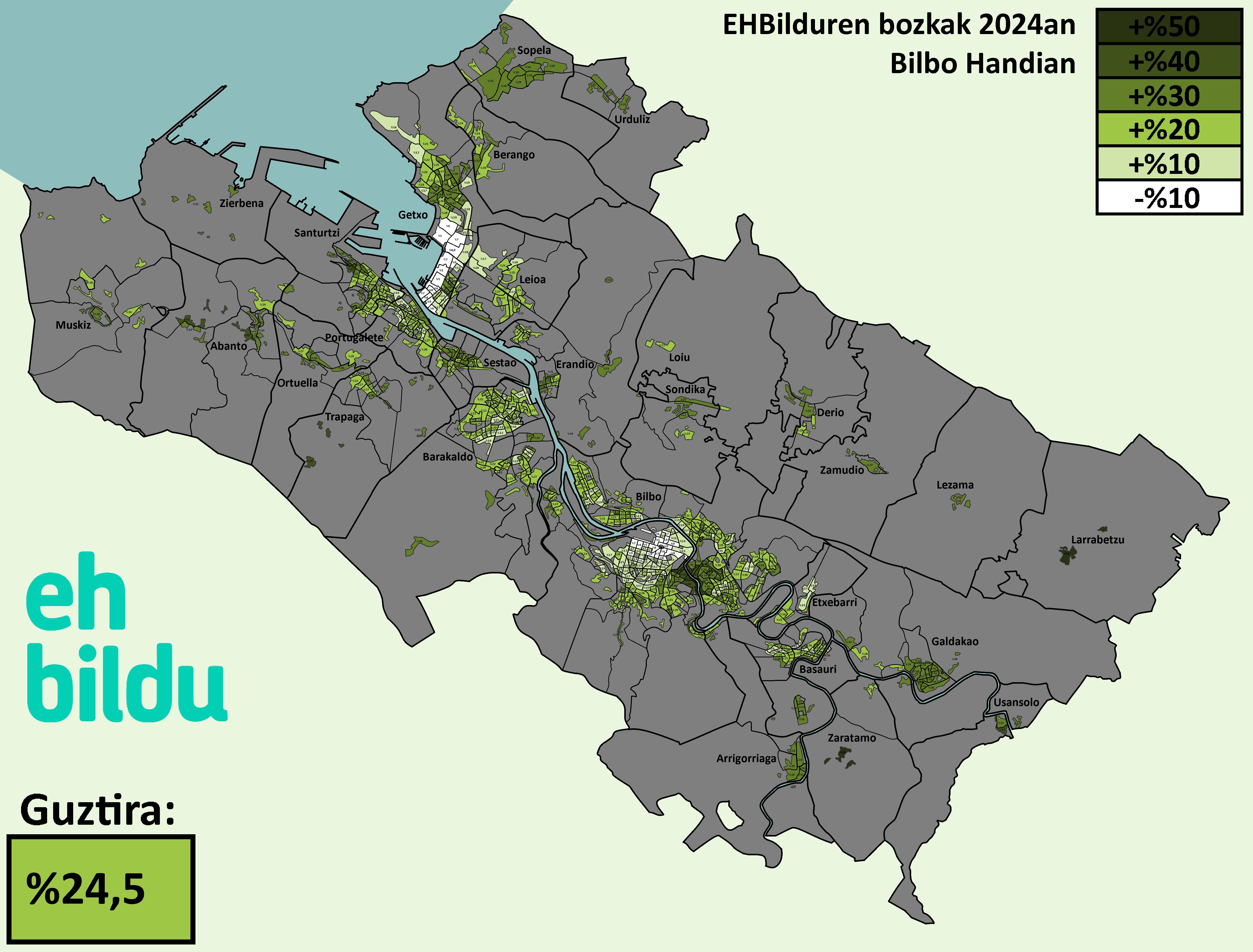
Resultados de EHBildu en cada sección censal del Gran Bilbao en 2024

| Comicios | Votos   | %     | Posición | Diputados | +/– |
| -------- | ------- | ----- | -------- | --------- | --- |
| 2012     | 277 923 | 24,67 | 2.º      | 21/75     | Nv. |
| 2016     | 225 172 | 21,13 | 2.º      | 18/75     | 3   |
| 2020     | 249 580 | 27,60 | 2.º      | 21/75     | 3   |
| 2024     | 341 735 | 32,48 | 2.º      | 27/75     | 6   |

### Elecciones al Parlamento de Navarra

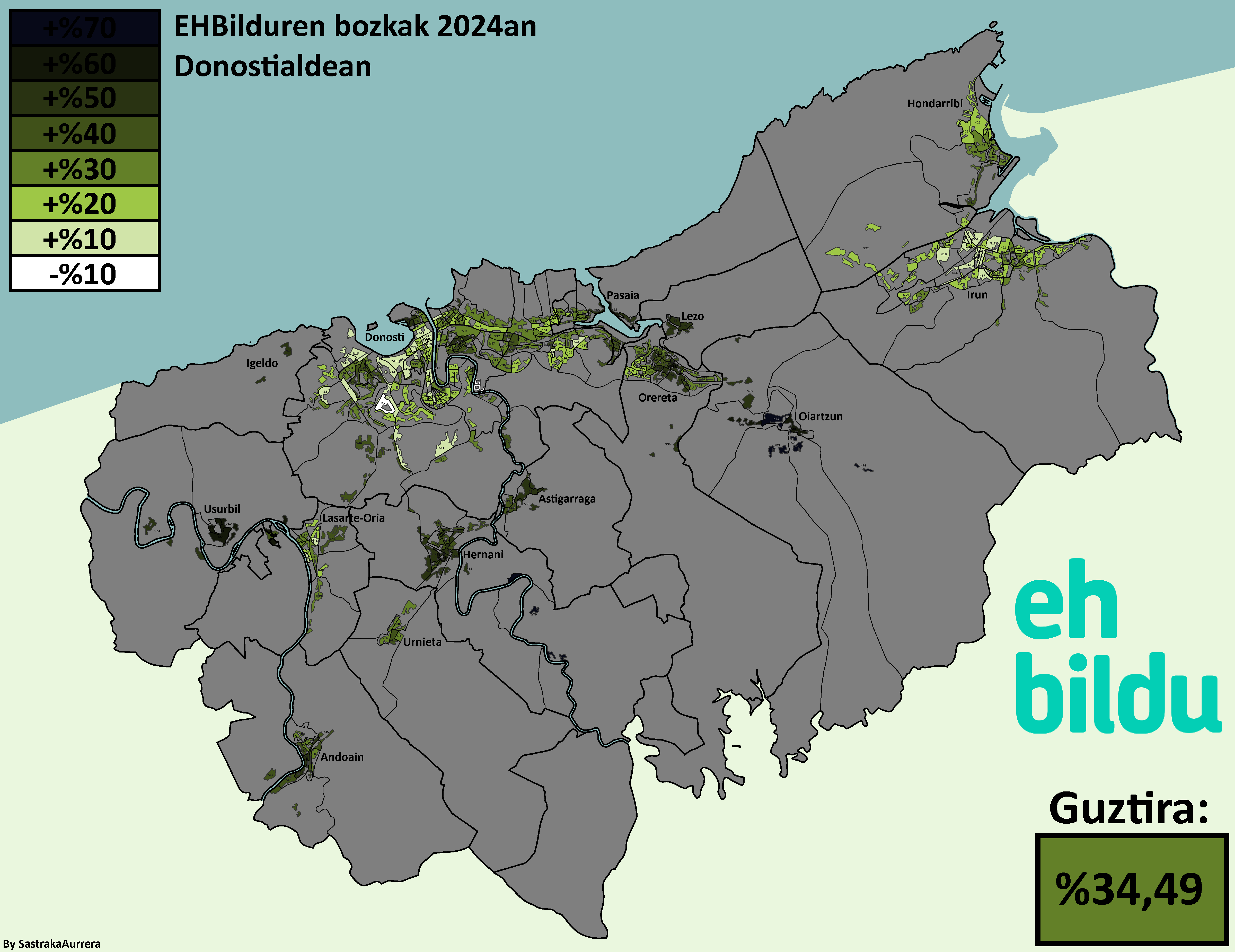
Resultados de EHBildu en cada sección censal de Donostialdea en 2024

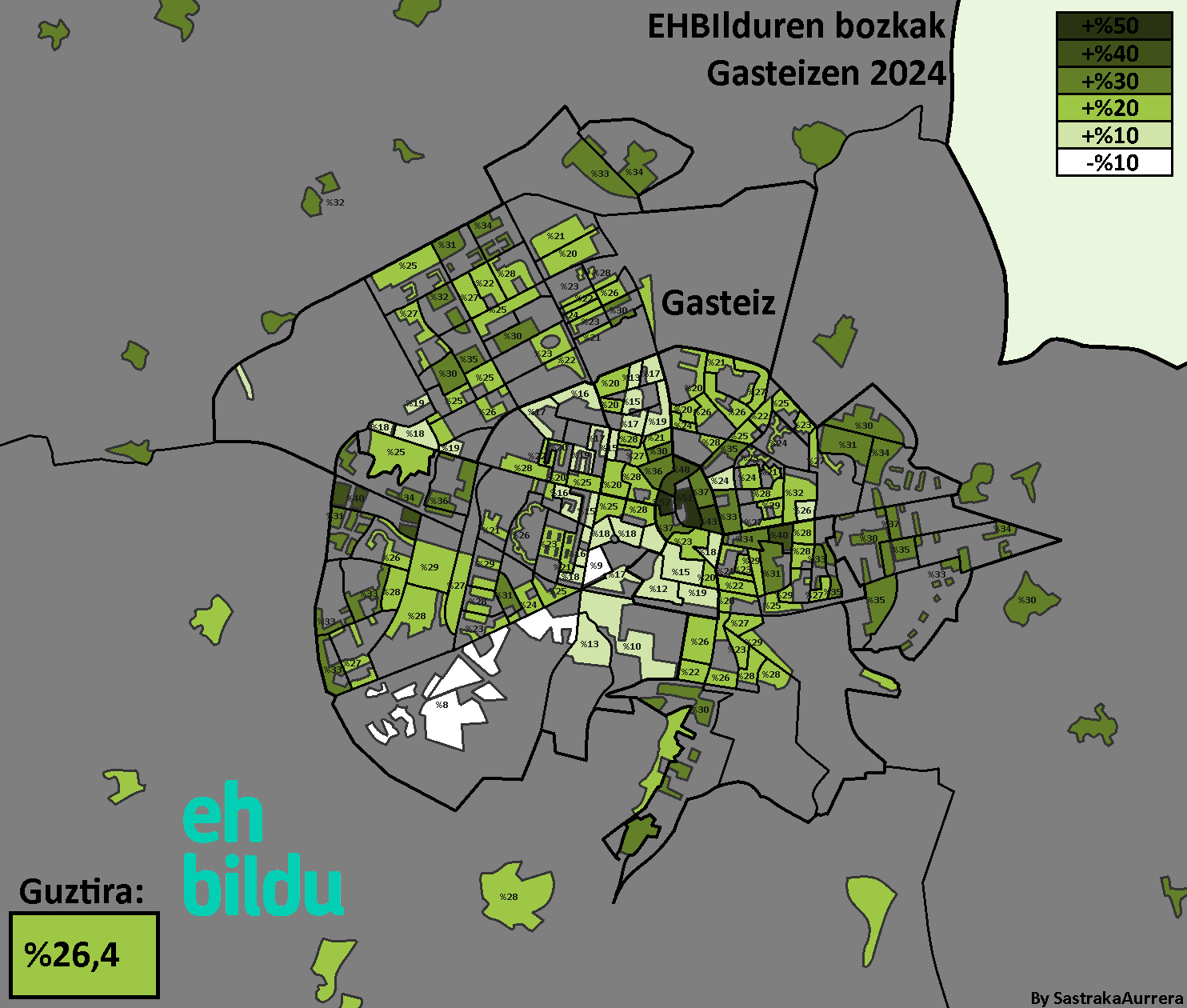
Resultados de EHBildu en cada sección censal de Vitoria en 2024

| Comicios | Votos  | %    | Posición | Diputados | +/– |
| -------- | ------ | ---- | -------- | --------- | --- |
| 2015     | 48.166 | 14,2 | 3.ª      | 8/50      | Nv. |
| 2019     | 50.631 | 14,5 | 4.ª      | 7/50      | 1   |
| 2023     | 55.478 | 17,3 | 3.ª      | 9/50      | 2   |

### Elecciones a las Juntas Generales del País Vasco
| Comicios | Votos   | %     | Posición | Junteros | +/– |
| -------- | ------- | ----- | -------- | -------- | --- |
| 2015     | 242.431 | 22,73 | 2.ª      | 39/153   | Nv. |
| 2019     | 266.946 | 23,98 | 2.ª      | 39/153   | 0   |
| 2023     | 290.513 | 29,33 | 2.ª      | 51/153   | 12  |